# 兵士ピースフル
『兵士ピースフル』（原題：Private Peaceful）は、2012年制作のイギリスの戦争映画。
第一次世界大戦を背景に、戦争の不条理に翻弄される兄弟の運命を描く。マイケル・モーパーゴ原作の児童文学の映画化。日本では劇場未公開。

## あらすじ
20世紀初頭のイギリス。チャーリーと弟のトーマス（通称・トモ）のピースフル兄弟は父親を事故で亡くし、母親と障害を持つ長兄と4人でつつましくも力を合わせて暮らしていた。
1914年、第一次世界大戦が勃発するとトモは家族の反対を押し切って軍へ入隊、チャーリーも後を追うように入隊、2人は揃って同じ部隊に配属され、熾烈を極める西部戦線に送り込まれることに。

## キャスト
- チャーリー・ピースフル：ジャック・オコンネル
- トーマス・ピースフル（トモ）：ジョージ・マッケイ
- アレクサンドラ・ローチ
- ジョン・リンチ
- リチャード・グリフィス
- フランシス・デ・ラ・トゥーア
- ヒーロー・ファインズ＝ティフィン
- イゾベル・ミークル＝スモール
- マキシン・ピーク
- アンソニー・フラナガン
- デヴィッド・イェランド
- ジェームズ・ローレンソン